# Rue de Vesle
Pour l’article homonyme, voir Vesle (homonymie).
La rue de Vesle est une voie de la commune française  de Reims, située au sein du département de la Marne, en région Grand Est.

## Situation et accès
La rue de Vesle appartient administrativement au quartier centre-ville de Reims et permet de joindre le cœur de la ville avec la rivière Vesle, elle est en légère descente.

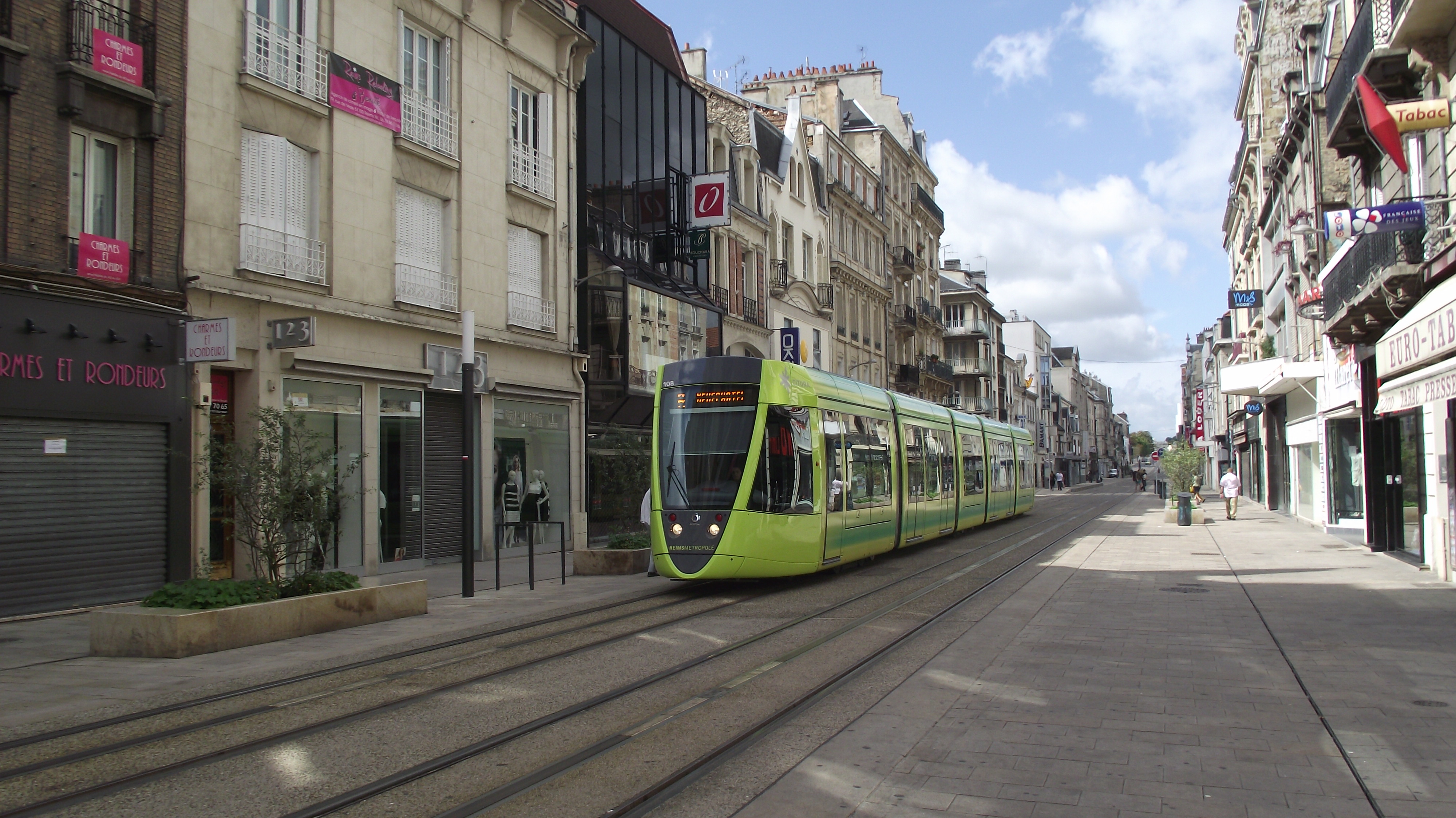
Le tram rue de Vesle.

La voie est piétonne sur toute sa longueur depuis l'inauguration du tramway en avril 2011. Au centre de la rue se trouve la station Vesle du tram A et B. C'est l'une des rues les plus animées du centre-ville de Reims.

## Origine du nom
Elle porte le nom de la Vesle, une rivière française, affluent de rive gauche de l'Aisne et qui traverse Reims.

## Historique
Cette voie, l'une des anciennes voies de Reims, est l'ancienne « rue de la Porte-aux-Ferrons », et couvre, une partie de l’emplacement du decumanus maximus, la rue principale gallo-romaine qui traverse la ville d'est en ouest. Très largement détruite lors de la Première Guerre mondiale, elle ne conserve pas de bâtiments anciens, mais elle possède plusieurs immeubles art déco.

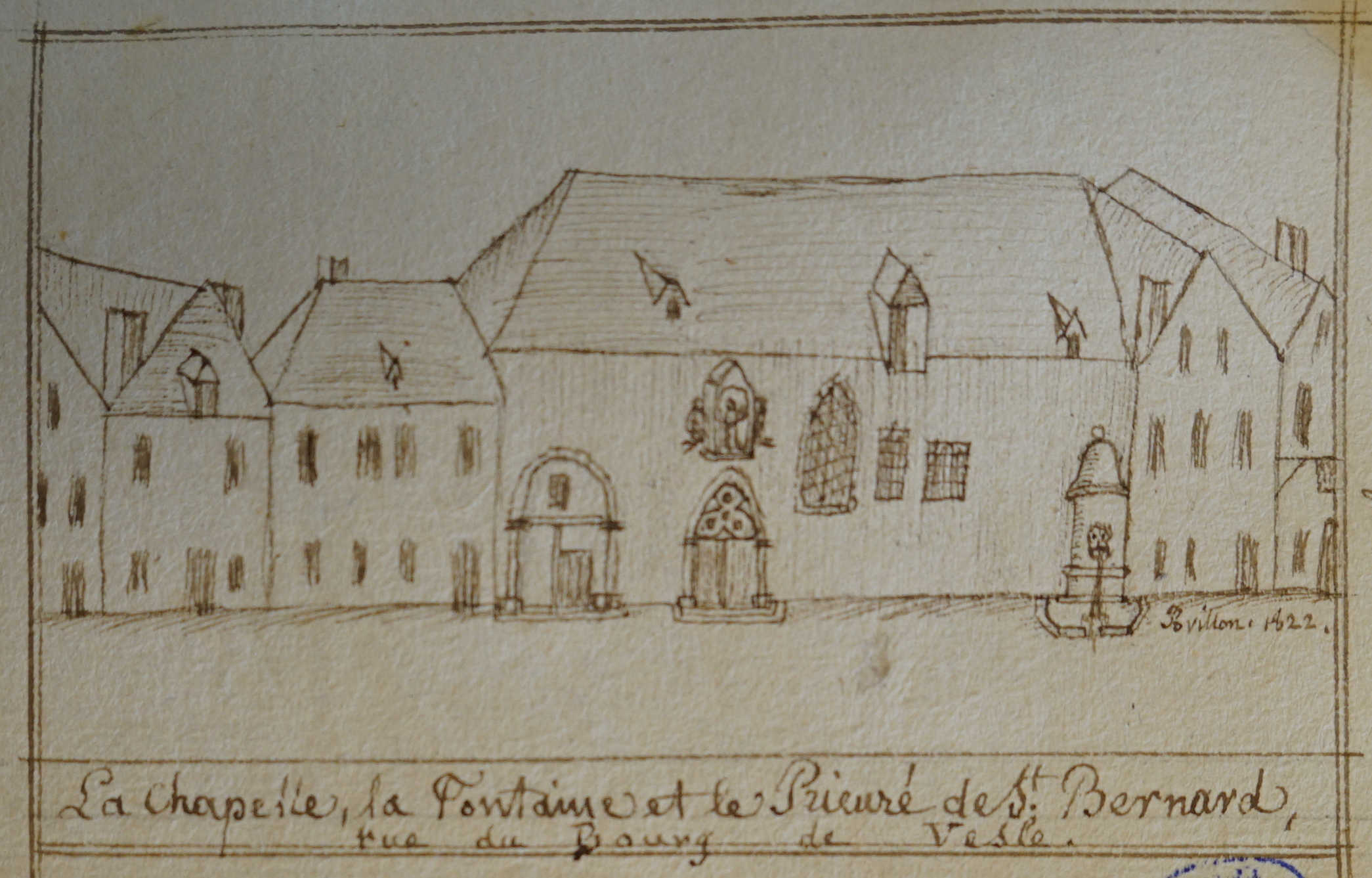
Le prieuré St-Bernard avec sa chapelle et sa fontaine, aujourd'hui disparu.
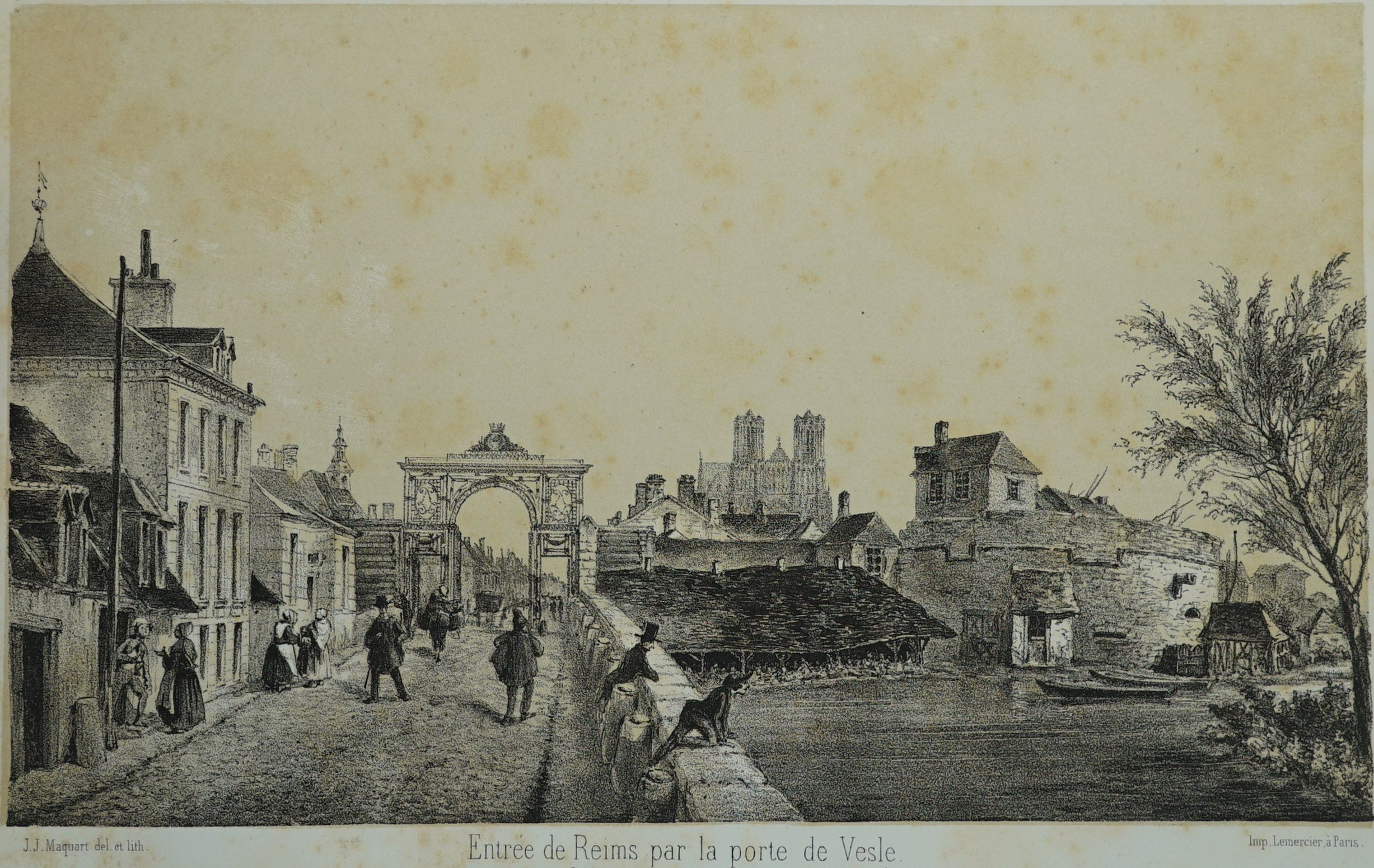
Entrée de Reims par la Porte de Vesle, milieu XIXe, dessin Maquart.
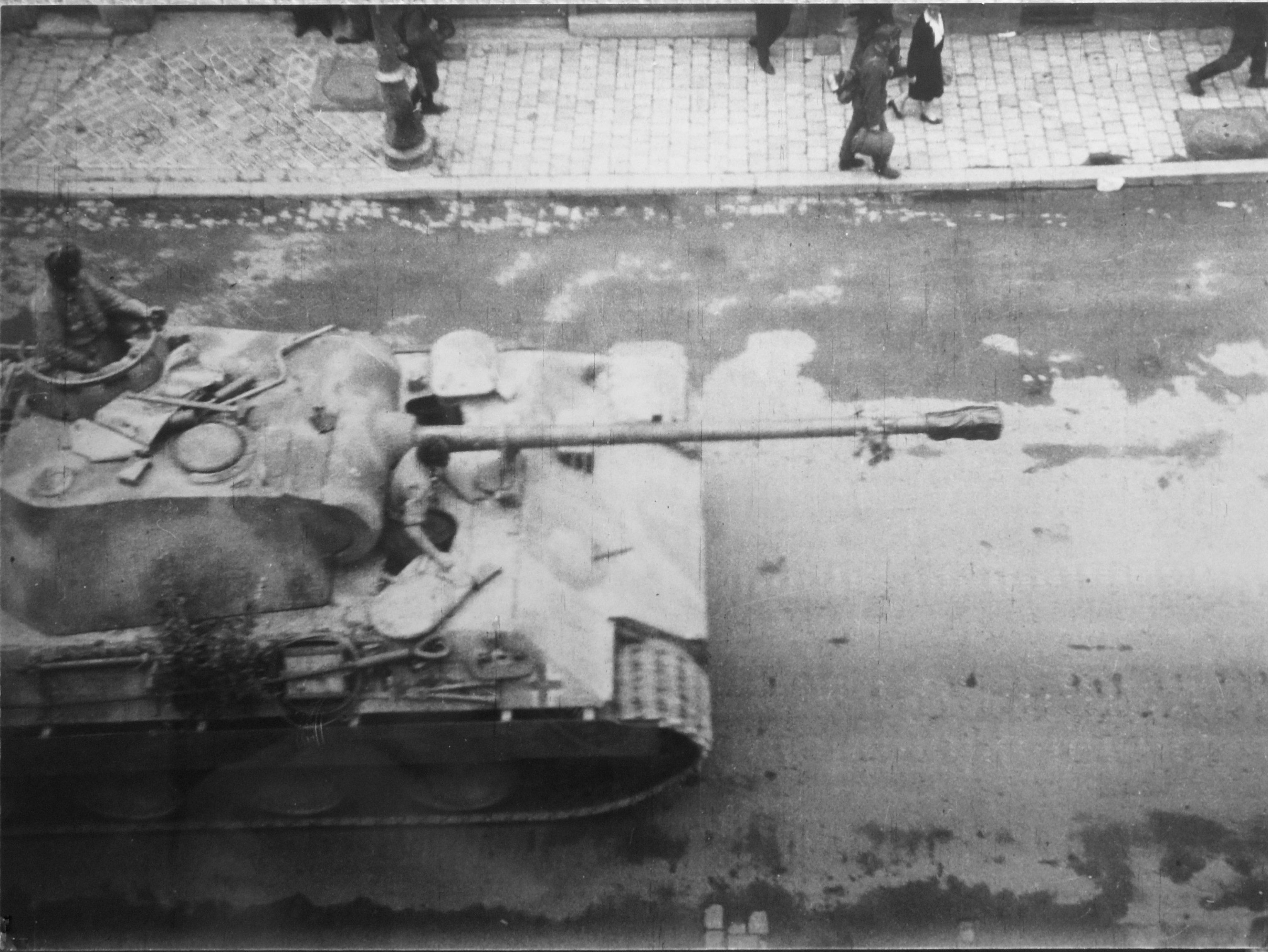
Char panther le 29 août 1944 rue de Vesle.
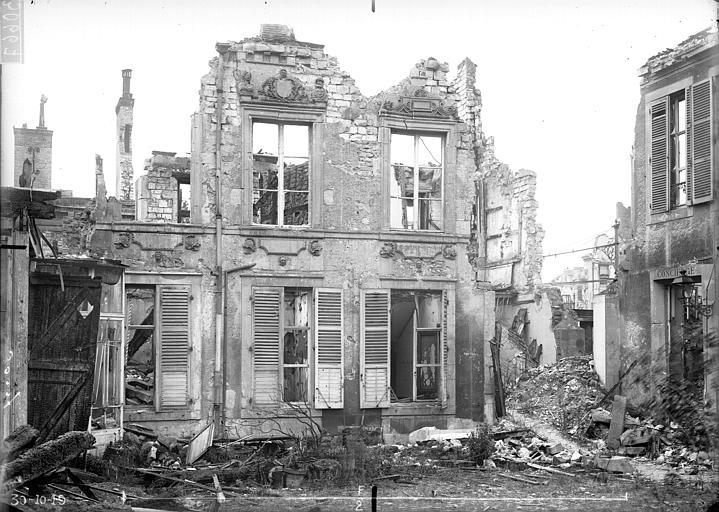
Maison détruite en 1914.

## Bâtiments remarquables et lieux de mémoire
- Opéra de Reims.
- En style art déco :
  - no 17 no 23 : immeuble d’angle, remarquable par la géométrie rigoureuse de l’Art-Déco raisonnable (entrepreneur Peyrot V) et architecte Charles Ragot.
  - no 33 no 45 : Galeries Lafayette. Grands magasins de Léon Lamaizière et son fils Marcel. Les combles d’origine coiffés de toits brisés en pavillon ont été détruits par un incendie en novembre 1932 puis rebâtis par Dufay-Lamy en 1933 avec des dômes à l’impériale[2].
  - no 65 no 73 : L'immeuble KodaK.
  - no 120 no 124 : Composition symétrique à 3 travées de l'architecte Léon Routhier[2].
- no  : Portail de l'église Saint-Jacques qui fait objet d’une inscription au titre des monuments historiques [3].
- Passage Saint-Jacques.
- Galerie Condorcet.

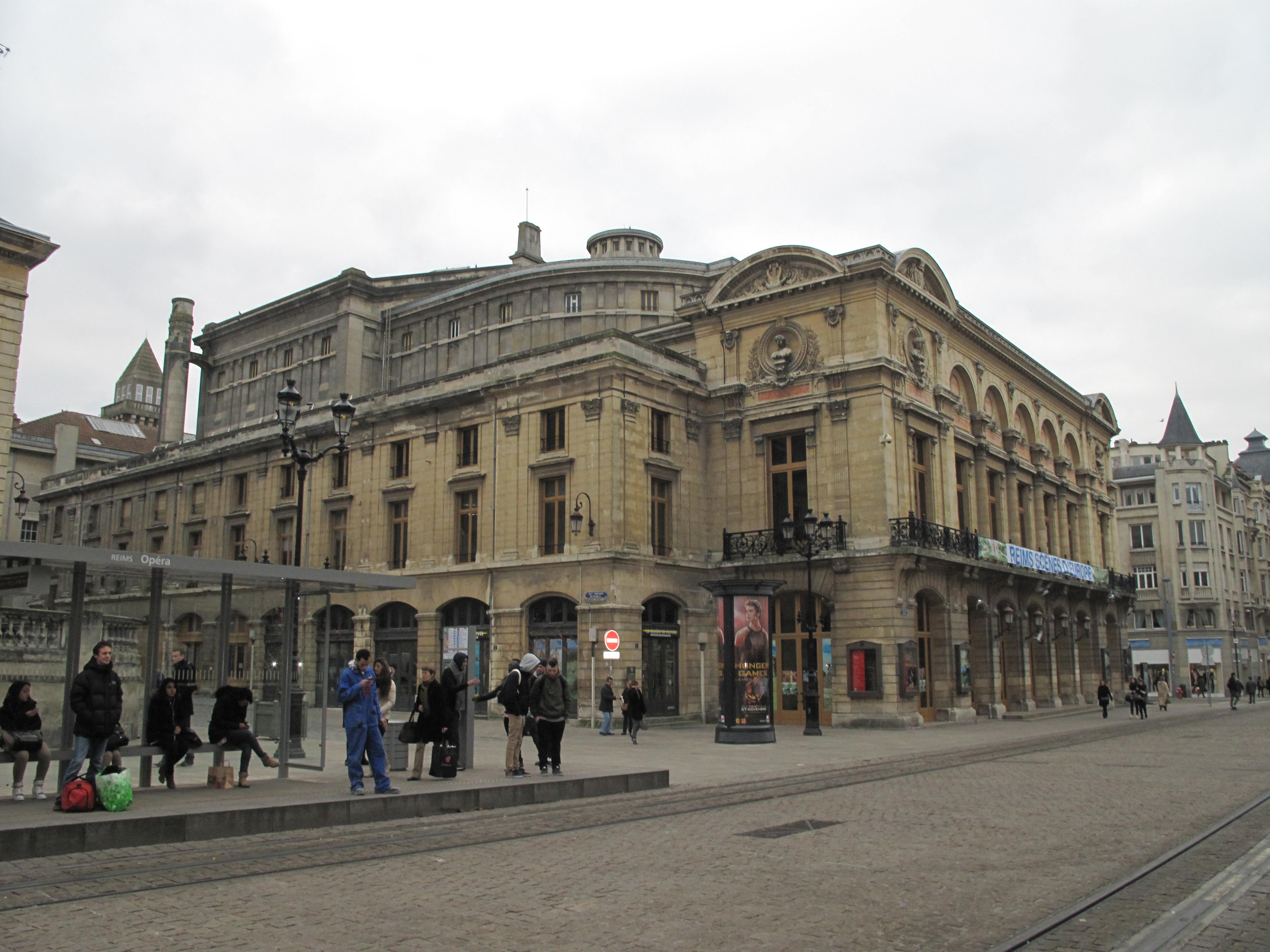
Le théâtre faisant angle Myron Herrick-Vesle
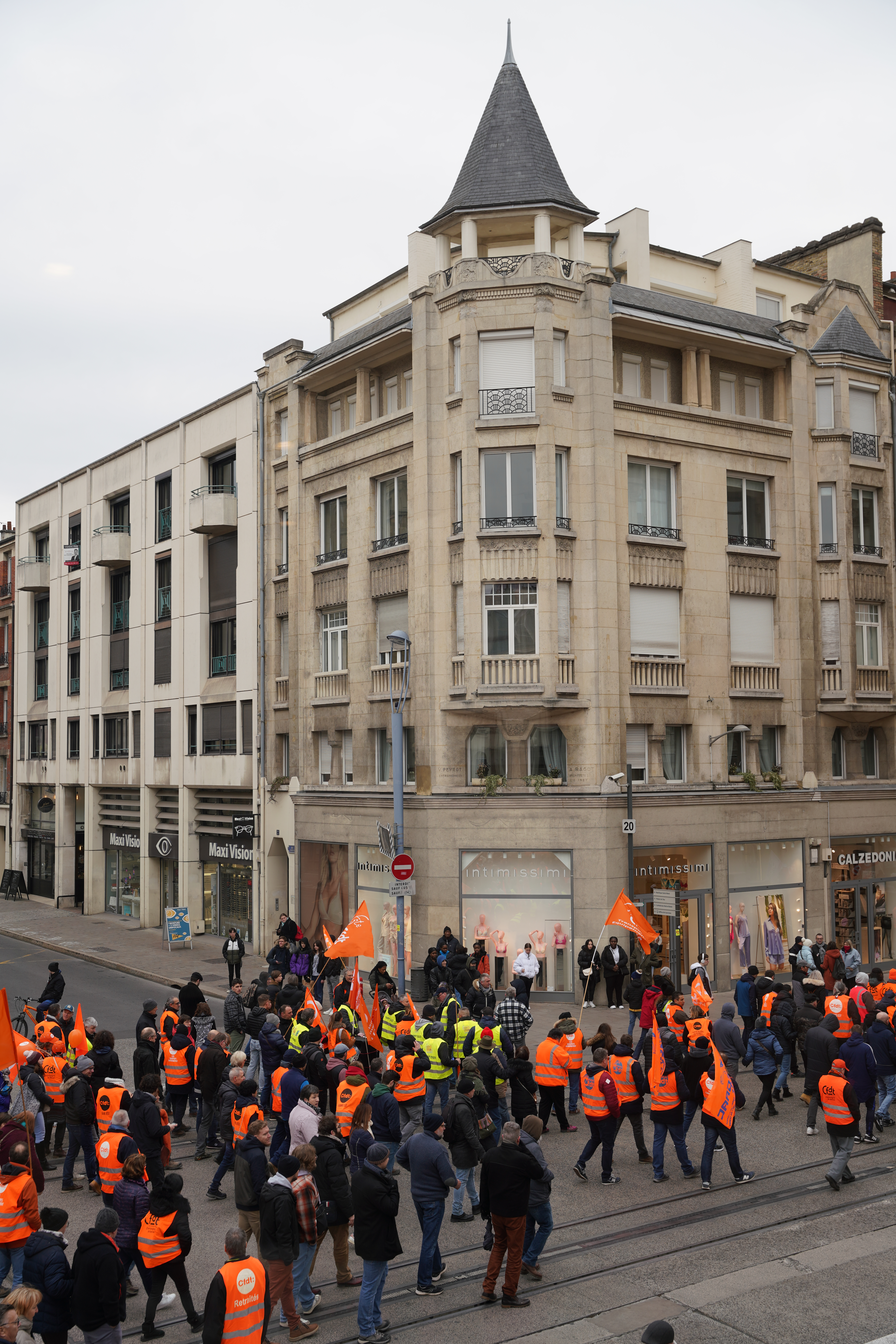
et son immeuble Chanzy/Vesle.
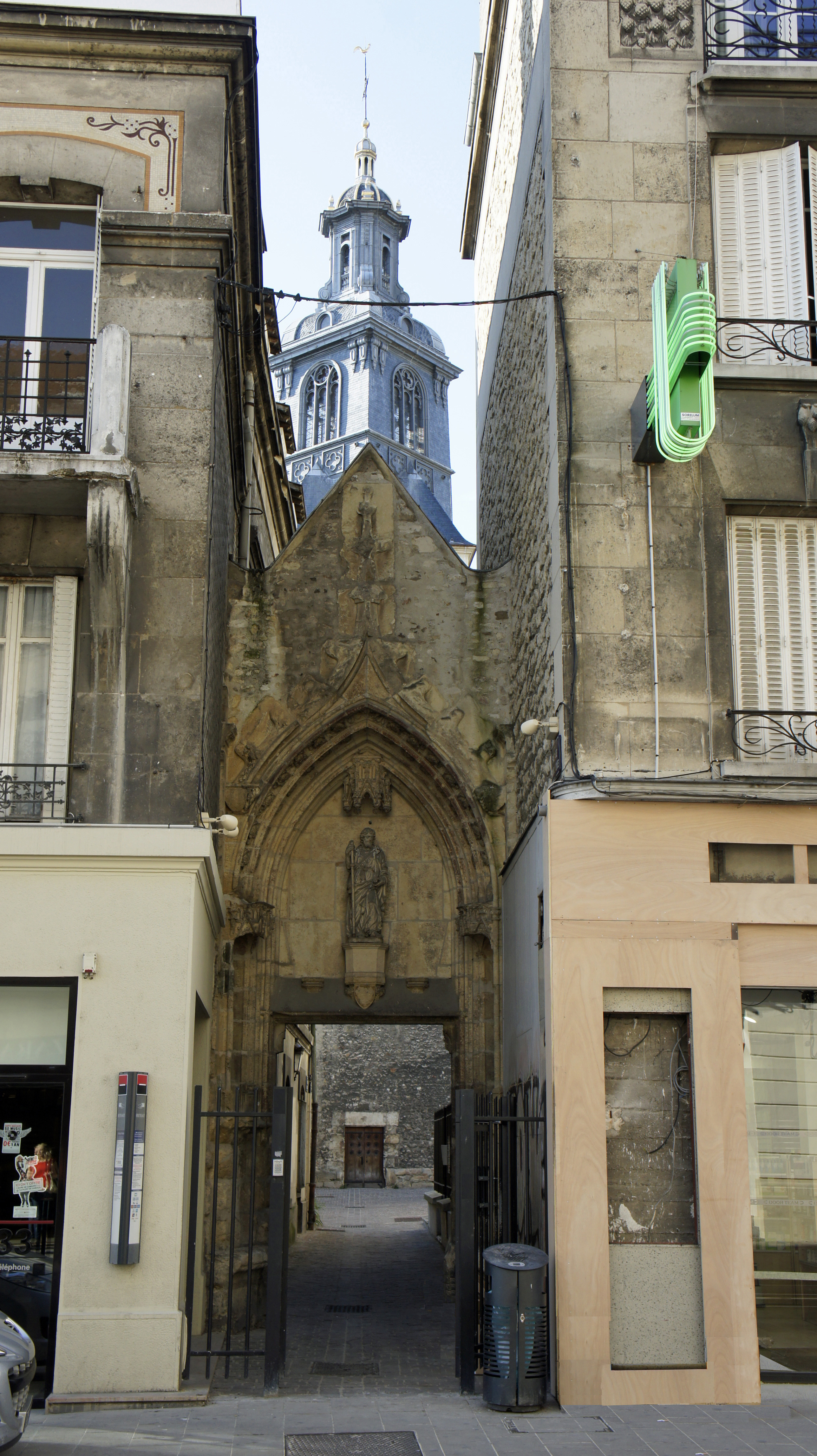
Portail st-Jacques.
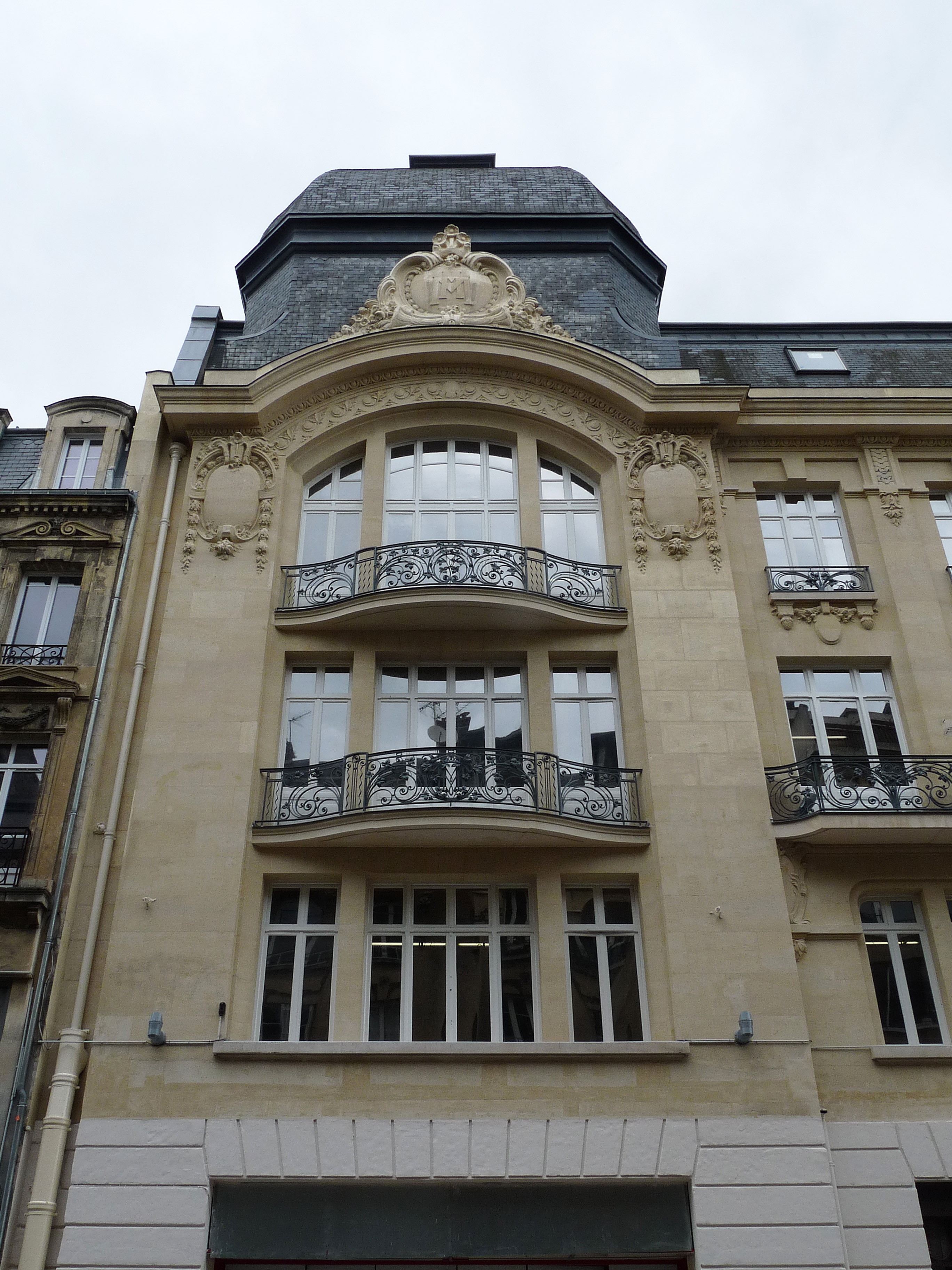
Galeries Lafayettes.
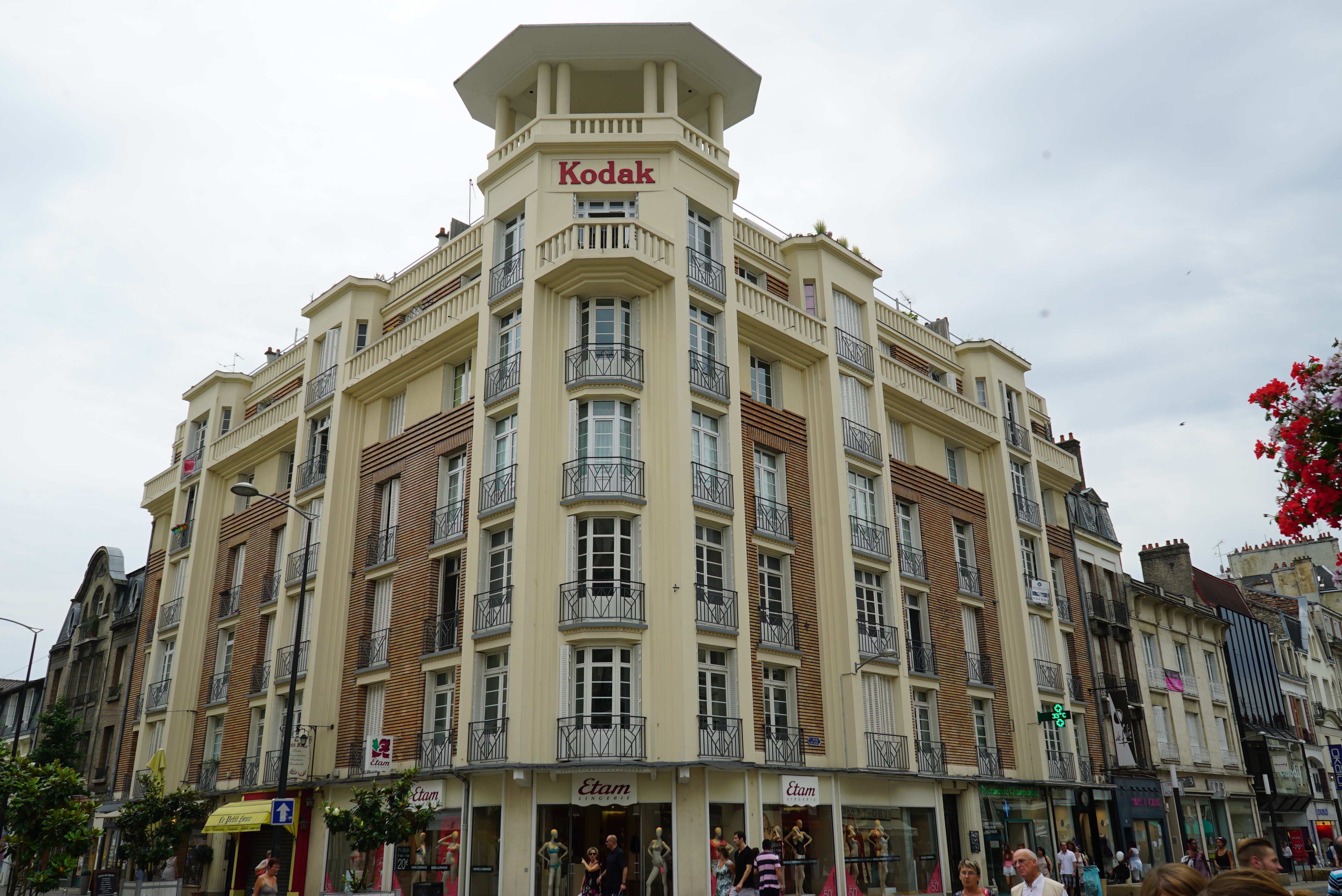
Immeuble d'angle des rues Capucins/Vesle.
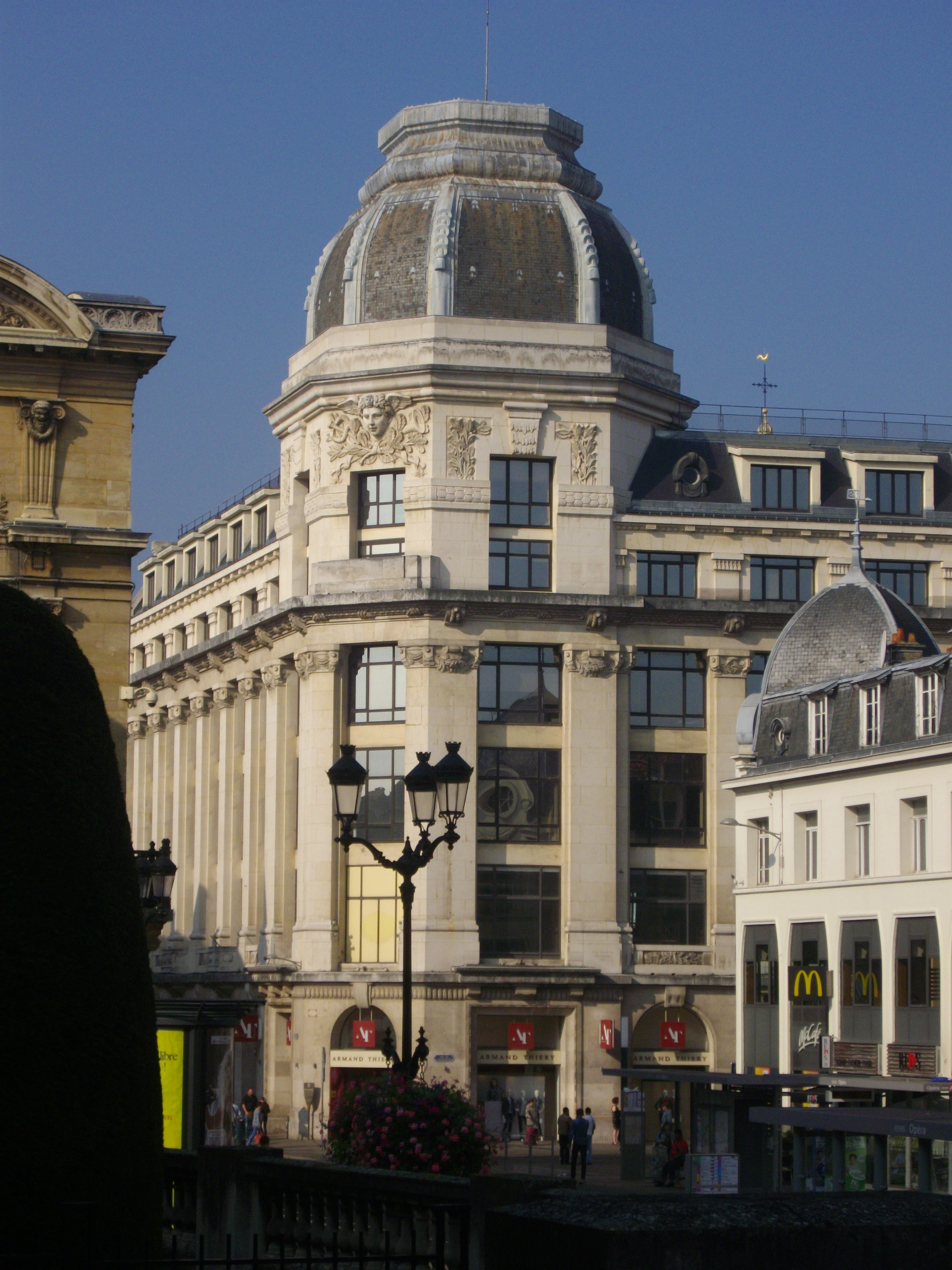
Familistère des Docks rémois.